# Церковь Рождества Христова (Анна)
Храм Рождества Христова (Христо-Рождественская церковь) — православный храм в посёлке Анна Воронежской области. Относится к Борисоглебской епархии Русской православной церкви.

## История
Анна была основана в 1698 году, а первое упоминание о храме, построенном в Анне, относится к 1705 году — в окладной книге упоминается Ильинская церковь. Церковь Рождества Христова в Анне впервые упомянута в 1724 году в окладной книге Воронежской епархии. В 1788 году было построено (срублено) новое здание церкви. В 1796 году Павел I пожаловал село Анна графу Ф. В. Ростопчину, который до своего назначения генерал-губернатором Москвы (1812 год) активно занимался строительством и хозяйством, используя иностранный агрономический опыт. Невестка Ф. Н. Ростопчина Евдокия Петровна Ростопчина (в девичестве Сушкова), будучи прозаиком и поэтессой, часть произведений написала в Анне, а в стихотворении «Осенние листья» посвятила храму Рождества Христова следующие строки:
Я в этом храме, древнем, обветшалом, молюсь теплей...

В 1850 году Военно-статистическом обозрении Генерального Штаба отмечалось, что у церкви нет ограды. В том же году А. Ф. Ростопчин продал имение в Анне графине Е. В. Левашовой, а в 1873 году имение становится собственностью княгини Н. А. Барятинской (урождённой Стенбок-Фермор), жены В. А. Барятинского. В 1863 году в причте Христо-Рождественского храма числились священники Феодор Понятовский, Симеон Станковский и диакон Дмитрий Чулков. С 1884 года настоятелем церкви становится Александр Понятовский, сын отца Феодора Понятовского. С 1887 года в аннинском приходе начинают службу священник Николай Шакин и продолжает службу диакон Дмитрий Чулков.
К концу XIX века церковь, построенная более ста лет назад, стала мала и по праздникам не могла принять и половину молящихся. Один из очевидцев так описывал старый храм:
... храм от времени принимал всё более и более неприглядный и безотрадный вид и наводил своих прихожан на грустные размышления. Он от давности времён пришёл в такую ветхость, что со дня на день угрожал опасностью разрушения.

### Строительство
В марте 1892 года проект нового каменного храма в Анне был представлен на утверждение Владимира Анатольевича и Надежды Александровны Барятинских. Проект был разработан младшим архитектором губернского управления Станиславом Мысловским. 14 августа епископ Воронежский и Задонский Преосвященный Анастасий (Добрадин) благословил строительство новой церкви. Расходы на строительство взяли на себя князь и княгиня Барятинские, а на местных жителей была возложена обязанность транспортировки строительных материалов.
1 июня 1894 года была заложена новая церковь — в этот день отмечалась серебряная свадьба Владимира Анатольевича и Надежды Александровны. Храм разместился севернее старого, который до окончания строительства продолжал службу. Закладной камень был освящён протоиереем Василием Вишневским.
Церковь была спроектирована в форме креста и увенчана 13-ю куполами. С западной стороны к храму примыкала четырёхъярусная колокольня. Длина храма с колокольней 43 метра, ширина — 28 метров, высота колокольни с крестом составляла 43 метра. Храм имел три престола: главный — в честь Рождества Христова, южный — в честь святого равноапостольного князя Владимира, северный — в честь святой мученицы Надежды. Иконостасы были изготовлены в мастерской торгового дома Слонова и Витальева. Одной из особенностей проекта стало отопление, которое было в то время редкостью для храмов даже в больших городах. В подвале была сложена печь, которая через калориферные каналы зимой обогревала помещение, а летом эти каналы обеспечивали вентиляцию.
10 мая 1899 года комиссия в составе губернского инженера А. Купринского, благочинного священника Дмитрия Никонова и станового пристава Скрыпченкова приняла здание. Всего на строительство было израсходовано 150 000 рублей и на 24 тысячи было закуплено ризничных и утварных принадлежностей.

### Освящение храма
Освящение храма совершали 1 и 2 июня 1899 года. Ко дню освящения храма на имя князей Барятинских была получена поздравительная телеграмма императрицы Марии Фёдоровны. Освящение храма в Анне было важным событием в масштабе Воронежской губернии. На освящение прибыли различные высокопоставленные лица, в том числе начальник губернии Павел Слепцов и управляющий Юго-Восточной железной дороги Василий Введенский. На освящение храма собралось большое количество окрестных жителей, и для упорядочивания празднества в храм пускали по бесплатным пригласительным билетам.
30 мая около 19:00 в Анну прибыл епископ Анастасий, который начал торжественной богослужение: служба совершалась Обновлению храма и Рождеству Христову. Хором управлял регент Андреевского собора (Санкт-Петербург) Поляков, а хористы были одеты в специально сшитую форму. Всенощное бдение завершилось ближе к 23 часам, но два священника, которые проводили помазание священным елеем, не смогли обслужить всех желающих, хотя помазание затянулось далеко за полночь.
1 июня в 5:00 в старой церкви началась последняя Божественная литургия, в 8:00 в новом храме было совершено освящение воды, а в 8:30 ударил большой колокол. В 9:00 в новый храм прибыл Владыка, который освятил престол, окропил стены святой водой и помазал святым миром. После этого был совершён крестный ход в старый храм за святыми мощами. После этого в новом храме была совершена первая Божественная литургия, которая завершилась провозглашением многолетия «Государю Императору, Священному Синоду, Преосвященному Анастасию, благодетелям, строителям и благоукрасителям храма и всем православным христианам». После богослужения епископ Анастасий обратился с паперти к публике со словами назидания, а в конце выступления просил князя и княгиню Барятинских продолжить заботу о сельчанах и завершить строительство церковно-приходской школы. В 18 часов епископ Анастасий отбыл в Воронеж, поручив освятить престолы в южном и северном приделах кафедральному протоиерею Иоану Адамову и благочинному, отцу Дмитрию Никонову.
После отбытия владыки Анастасия началось всенощное бдение, а 2 июня приступили к освящению приделов. В 6:00 началось освящение северного придела, а в 9:00 — южного. Завершилось освящение Божественной литургией. По окончании официальной части участникам торжества было предложено угощение. Духовенство собралось в квартире управляющего Аннинским имением князей Барятинских, а простому народу угощение было предложено на площади.
В новоосвящённую церковь епископом Анастасием был назначен священник Пётр Попов, а диаконом — Михаил Корыстин. В 1901 году благочинным в церковь назначается Пётр Попов, а вторым священником — Дмитрий Макаровский.
Приходская школа была построена в 1911 году.

### Судьба церкви в советский период
В 1930-е годы местные власти приняли решение запретить богослужение в Христо-Рождественском храме. Начался снос колокольни. Иконы, богослужебная утварь и облачения были сданы в утиль, а затем отправлены в Воронеж. От полного уничтожения церковь была спасена случайно: через Анну проезжал автомобиль с начальством (по свидетельству старожилов, «начальство было довольно высокое»), которое поинтересовалось, кто велел разрушить памятник архитектуры, после чего приказало прекратить демонтаж храма. До 1942 года здание церкви использовалось в качестве зернохранилища. Настоятель храма отец Николай Борисоглебский был арестован и осуждён на 10 лет. Жене отца Николая предложили отказаться от мужа, пригрозив осуждением по 58-й статье УК РСФСР, но матушка не отказалась от мужа и получила 8 лет. Детей священника прихожане разобрали по домам и воспитывали всем миром.
7 июля 1942 года был создан Воронежский фронт, чей штаб расположился в Анне. Жители Анны обратились к командованию фронта за разрешением начать богослужение в стенах храма. После разрешения верующие стали приносить в церковь домашние иконы. Первым священником в новообретённом храме стал протоиерей Алексий Образцов, который служил в Анне до 1 августа 1943 года. Прихожане церкви Рождества Христова принимали активное участие в сборе средств в поддержку Красной армии. К примеру, в первой половине 1944 года было собрано «духовенством и верующими в Фонд обороны наличными деньгами 10 550 рублей. На подарки Красной Армии наличными деньгами — 373 рубля. На оказание помощи больным и раненым воинам Кр. А., находящихся в госпиталях, наличными деньгами — 5830 рублей. Итого — 16 733 рубля».
С 1 августа 1943 года в церкви стал служить отец Георгий Садовский. Через некоторое время в церковь был назначен второй священник отец Николай Борисоглебский. Церковный совет состоял из трёх человек: Е. П. Коршунова, Н. П. Прокина и У. К. Тютина. Псаломщиком в храме был С. Я. Ходарин. 30 мая 1944 года Аннинский райсовет передал в бессрочное бесплатное пользование «одноэтажное каменное церковное здание без колокольни» гражданам села Анна. Договор о передаче был подписан секретарём райисполкома Митрофаном Михайловичем Белебезьевым и двадцатью представителями верующей общественности. 28 октября община Христо-Рождественской церкви была официально зарегистрирована уполномоченным Совета по делам Русской Православной Церкви при СНК СССР по Воронежской области В. Гостевым.
18 июня 1945 года благочинный Воронежского округа протоиерей Евгений Лукин на собрании двадцатки огласил «Положение об управлении Русской Православной Церкви», принятое на Поместном Соборе 31 января 1945 года. На собрании был выбран церковный староста Сергей Игнатьевич Болдырев, который с ноября 1944 года был ктитором храма.
1 июля 1945 года отец Георгий Садовский докладывал протоиерею Евгению Лукину: «За истёкшее полугодие 1945 года в некоторых местах храма исправлены и заменены полы: постепенно производится остекление оконных рам и замена в них досок, фанеры и железа — стеклом. Есть нужда в частичном исправлении крыши церковной, в пополнении утвари церкви и возобновлении живописи». В том же документе указывался состав причта: настоятель протоиерей Георгий Садовский (65 лет), второй протоиерей Николай Борисоглебский (67 лет), псаломщик Дмитрий Корченов (55 лет). Отмечалось, что все трое окончили курс Воронежской духовной семинарии. 24 августа архиепископ Воронежский Иона (Орлов) по прошению отца Георгия перевёл его на должность второго священника, а настоятелем назначил протоиерея Николая Богоявленского. 14 июня 1947 года отец Николай Борисоглебский «волею Божею тихо скончался» и был погребён в церковной ограде храма.
8 июля 1947 года епископом Иосифом (Ореховым) в церковь Рождества Христова был назначен новый настоятель храма отец Пётр Ткаченко, который служил до этого в Давыдовке. Новый настоятель в рапорте в епархиальное управление отмечал хорошее состояние храма: «Крыша храма в исправности, все окна застеклены. Внутренний вид храма имеет благопристойный вид: стены обметены, в главном куполе написаны евангелисты. Над иконостасом написано св. изображение Рождества Христова. Во всём храме на стенах написаны св. изображения. Исправлены и побелены панели всего храма и алтаря». Единственным значимым недостатком настоятель указывал иконостас, который был привезён из соседнего села, не имевший двух боковых иконостасов. В 1948 году продолжалось восстановление церкви: был сооружён престол, был приобретён инвентарь и два колокола. Отец Георгий Садовский продолжил служить в Христо-Рождественской церкви вторым священником до своей смерти 9 апреля 1955 года.
29 мая 1949 года отмечалось пятидесятилетие храма. Для проведения торжественной службы в Анну прибыл епископ Воронежский и Острогожский Иосиф (Орехов). В телеграмме, полученной отцом Петром накануне, отдельно оговаривалось, что встреча епископа должна быть скромной.
Обычной для того времени особенностью храма было то, что, несмотря на регулярные богослужения, здание использовалось Аниннским сельсоветом под зернохранилище. К примеру, в 1949 году епископ Иосиф благословил уступить 2/3 площади церкви под засыпку зерном. В 1952 году архиепископ Иосиф в отчёте писал: «мною осмотрена церковь села Анна, где найдено всё в должном порядке, причт трезвый, миролюбивый, исправный, пользуется уважением и любовью своих прихожан». В 1954 году аннинские прихожане обратились к епископу Иосифу «определить на должность псаломщика-регента Демчука Якова Ивановича, который за несколько дней службы в нашем храме проявил себя человеком понимающим прекрасно своё дело». 2 февраля 1955 года отец Пётр Ткаченко был переведён в Бутурлиновку, но вскоре возвращается в Анну. Однако 5 октября отец Пётр передаёт приход иеромонаху Августину и уезжает в Острогожск. Но 10 октября владыка Иосиф возвращает Петра Ткаченко в Анну, и отец Пётр служит в Христо-Рождественском храме до своей смерти 2 февраля 1960 года. В феврале 1959 года церковный совет храма обратился к архиепископу с просьбой выделить ссуду на строительство дома для священнослужителей (до этого церковные служащие жили на съёмных квартирах или в церкви под колокольней). На полученные деньги был построен двухквартирный дом в церковной ограде.

### Период «хрущёвской оттепели»
Период правления Н. С. Хрущёва и последующее время правления Л. И. Брежнева оказались тяжким испытанием для Русской Православной церкви вообще и для каждого прихода в частности.
После смерти 2 февраля 1960 года отца Петра Ткаченко, приход возглавил бывший второй священник протоиерей Александр Демчук. По требованию уполномоченного по делам религии райотдела 16 апреля 1960 года псаломщика-регент Я. И. Демчук подал прошение архиепископу Иосифу: «церковный совет и некоторые прихожане не удовлетворены церковным художественным пением и считают правый хор лишним» — уполномоченный считал, что заштатных певцов нужно сократить, а сам хор излишен. Вновь назначенный настоятель Христо-Рождественского храма протоиерей Евгений Толоков 1 августа 1960 года сообщал митрополиту Иосифу, что райфинотдел сделал перерасчёт налогов (переобложил) с 1957 года, в результате чего у второго священника отца Александра Демчука сложилась тяжёлая финансовая ситуация: «1. Платёж подоходного налога за текущий 1960 г. — 15900 руб. 2. Перерасчёт с 1957 года 14100 руб. 3. Пеня — 11300 руб. Итого 41300 руб. Все платежи райфо зачисляет в счёт погашений недоимки и пени, а текущий налог за 1960 год в сумме 15900 руб. остаётся непогашенным». Отец Евгений просил митрополита выделить разовое «пособие на лечение» в сумме 1500 рублей, которое не облагалось подоходным налогом. Исследователь истории храма Рождества Христова в Анне Леонид Потрахин высказывает предположение, что это заступничество послужило причиной скорого перевода отца Евгения Толокова из Анны. Всего в течение 1960 года в Христо-Рождественской церкви сменилось три настоятеля: с апреля по август отец Николай Щепотьев, с августа по декабрь отец Евгений Толоков, с 1 декабря протоиерей Василий Кульченко.
18 июля 1961 года Архиерейский Собор под давлением Совета по делам религиозных культов при Совете Министров СССР внёс в «Положение о Русской Православной Церкви» изменения в строгом соответствии с постановлением 1929 года «О религиозных объединениях». До этого решения настоятель храма являлся председателем приходского собрания и приходского совета, а также отвечал за хозяйственную деятельность прихода. Нововведения запрещали священникам хозяйственную деятельность, выступления перед участниками приходского собрания и приходского совета и вообще участие в собраниях прихода. По новому «Положению» священник должен был заключать трудовой договор сроком на один год с местным исполнительным органом, а церковный староста мог в одностороннем порядке расторгнуть договор. Председателей приходского совета (двадцатки) стали назначать советские органы.
В Воронежской области представители Советской власти стали реализовывать новые требования до принятия их на Архиерейском соборе: 19 мая 1961 года на собрании двадцатки настоятель храма Рождества Христова в Анне отец Василий Кульченко в последний раз выступил на собрании верующих — он зачитал постановление о принятии нового «Положения». Советские органы поощряли конфликты внутри прихода. 16 января 1963 года председатель приходского совета Я. М. Козлов обратился к епископу Сергию (Петрову): «В нашей церкви происходят большие неприятности, крики, смуты. Народ не хочет, что бы я был председателем. От членов исполнительного органа (двадцатки) пошли заявления об уходе, двадцатка заявляет об увольнении». В том же письме Козлов просит прислать сотрудника епархиального управления для разрешения конфликта. 19 января епископ прислал телеграмму: «Исключать из двадцатки нельзя. Члены двадцатки зарегистрированы государственной властью и несут ответственность за состояние прихода. Двадцатка может пополнится через подачу личных заявлений в неё, но при условии, если будет на то разрешение райисполкома». С подачи райисполкома прошли перевыборы двадцатки. На собрании присутствовало более семидесяти человек, но работники райисполкома проигнорировали пожелания верующих, и в приходской совет были выдвинуты только представители исполнительного комитета. Верующие были крайне возмущены и обратились с жалобой к Патриарху Московскому и всея Руси Алексию I. В ответ воронежским уполномоченным по делам Русской Православной Церкви в приход был назначен учётчик, который должен был регистрировать всех принимающих участие в крещении детей. Учётчик должен был записывать паспортные данные, адрес проживания и место работы родителей и крёстных. Для улучшения антирелигиозной статистики учётчик не допускал к крещению жителей окрестных сёл. Если священник крестил жителей тайно, то на него сразу подавалась жалоба и требование уволить из прихода. В этой ситуации отец Владимир Малофейчик, бывший на пенсии, крестил желающих у себя на квартире, которая находилась в ограде храма. 4 сентября 1962 года второй священник протоиерей Александр Демчук был освобождён от должности, а с 2 октября он стал служить в селе Лосево. С 1 сентября 1964 года настоятелем церкви Рождества Христова был назначен отец Владимир Малофейчик, который с 16 марта 1968 года из-за болезни ушёл на пенсию.
Активное участие в борьбе с верующими принимала районная газета «Ленинец»: в ней регулярно появлялись статьи, в которых поимённо назывались верующие и указывалось их место работы, а часто и проживания. Были случаи, когда такие статьи приводили к увольнению верующих.
Местные власти стали изымать церковную собственность, а в квартиры, принадлежащих приходу, вселять посторонних. К примеру в 1966 году в квартиру на территории храма был вселён конюх, а священник с семьёй и вещами выселен на улицу. В ответ на возмущения верующих управдом участка и милиционер заявили церковному старосте, что его могут лишить пенсии и отрезать огород. 5 марта 1969 года настоятелем Христо-Рождественского храма в Анне назначен отец Тихон Смольянинов, который служил в Анне до 5 марта 1974 года.
Особую активность представители светских властей проявляли во время религиозных праздников. К примеру, 14 апреля 1974 года председатель колхоза, агроном и парторг попытались сорвать пасхальную службу, но были пристыжены прихожанами и покинули здание Христо-Рождественской церкви.
16 сентября 1974 года в храм Рождества Христова в Анне назначается настоятелем 29-летний священник Пётр Петров — первый настоятель, окончивший семинарию после Великой Отечественной войны. Пётр Петров служил в храме до 16 октября 1977 года, а затем был переведён в Никольский храм в Воронеже, где бессменно служил более тридцати лет. С 8 декабря 1977 года настоятелем Христо-Рождественской церкви был отец Василий Гришанов, который служил в Анне до 31 марта 1985 года.

### Перестройка и постсоветский период
С 1 апреля 1985 года по 21 января 1987 года настоятелем церкви был отец Иоанн Огиевич. С 1 октября 1986 года в храме служил отец Евгений Лившук, который в 1990 году был переведён в Воронеж на должность секретаря Воронежского епархиального управления. 17 апреля 1987 облисполком своим решением № 219 присвоил зданию церкви Рождества Христова в Анне статус объекта культурного наследия областного значения. С наступлением периода Перестройки стало меняться отношение государства к церкви и верующим. Празднование 1000-летия Крещения Руси оказало важное влияние на прихожан храма Рождества Христова. Уполномоченный Совета по делам религии в отчёте о религиозной обстановке в Анне отмечал: «Увеличилось в несколько раз количество крещений детей и венчаний. Значительно возросло количество молодёжи, которая посещает церковь не только в религиозные праздники, но и в будни». С 10 сентября по ноябрь 1990 года в храме служил отец Леонид Гришанов, которого в декабре сменил отец Вячеслав Миненков. Настоятель храма отец Вячеслав Миненков впервые в послевоенной истории Анны был приглашён директором Леашёвской 8-летней школы и прочитал школьникам лекцию «Крещение Руси в 988 году князем Владимиром». В декабре 1991 года он был переведён в Воронеж. На смену отцу Вячеславу пришёл Александр Решетников, который с 5 мая 1989 года служил в храме диаконом, а с 5 ноября священником. Отец Александр служил настоятелем храма до 15 июля 1992 года. С 15 июля 1992 по 5 февраля 1993 года в храме служил отец Алексий Куличков, которого сменил отец Иоанн Луканов, служивший в церкви до 12 сентября 1994 года. С 12 сентября 1994 года настоятелем Христо-Рождественского храма стал протоиерей Леонид Патрахин. 29 мая 1993 года в церковном доме скончался протоиерей Владимир Малофейчик.
1 октября 1990 года был принят закон, который превращал Патриархат в юридическое лицо. Также этот закон разрешал деятельность школ при храмах. 12 марта 1995 года при храме Рождества Христова в Анне была открыта воскресная школа. К этому времени на своём историческом месте была восстановлена колокольня. Для реконструкции облика колокольни были использованы фотографии, которые сохранились в личных фотоархивах прихожан. Архитектор восстановленной колокольни Ю. Грачёв. К столетнему юбилею храма в нём был проведён большой объём ремонтных и восстановительных работ: были обновлены или написаны заново росписи сводов и стен, изготовлены новые резные киоты и аналои, на входе была построена новая гранитная лестница. 14 августа 1995 постановлением администрации Воронежской области № 850 для здания церкви был подтверждён статус объекта исторического и культурного наследия областного значения.
100-летие Христо-Рождественского храма в Анне отмечалось как важное культурное событие посёлка Анна. В храме прошла Божественная литургия, совершён крестный ход и на площади перед церковью был совершён благодарственный молебен. В память о создателях храма была исполнена «Вечная память». Митрополит Мефодий в благословение храма передал образ Пресвятой Богородицы, именуемый «Неупиваемая Чаша». От имени администрации Анненского района храму был подарен новый большой колокол. Поселковый краеведческий музей выпустил буклет и почтовый конверт, на котором был изображён храм. Московский филателист Е. П. Сашенков предоставил марки из своей коллекции для организации в стенах музея выставки «Православие и филателия». Настоятель храма протоиерей Леонид Патрахин был награждён орденом преподобного Сергия Радонежского III степени.
6 мая 2010 года на заседании администрации Анненского района и представителей местного бизнеса было решено сделать новый фарфоровый иконостас. 30 июня митрополит Сергий утвердил эскиз иконостаса, предложенный настоятелем храма отцом Леонидом. По призыву главы Анненского района Василия Ивановича Авдеева в течение трёх месяцев анненцы собрали нужную сумму. Иконостас был изготовлен в Екатеринбурге на фабрике «Фарфор Сысерти» и в феврале 2011 года доставлен в Анну. 23 апреля иконостас был установлен в храме. Иконы для иконостаса были написаны Александром Петровичем Ходюком. Кроме иконостаса были изготовлены два фарфоровых киота: для икон «Поклонение Волхвов» и «Собора новомучеников Воронежских». Также был отреставрирован алтарь северного придела. 30 июля 2011 года митрополит Сергий освятил новые иконостасы. За помощь храму и поддержку паствы митрополит вручил главе Анненского района орден князя Даниила II степени. В праздничной службе принимала участие правнучка князей Барятинских Елизавета Владимировна Апраксина.
27 декабря 2011 года приходы Аннинского, Эртильского и Панинского районов были объединены в Аннинское благочиние, которое возглавил священник храма Рождества Христова в Анне Глеб Патрахин.
В посёлке Анна 12 июля отмечают день города, что совпадает с празднованием 11 июля дня почитания иконы Божией Матери «Троеручица». В эти дни в город приезжает митрополит Воронежский и Борисоглебский Сергий и служит в храме Рождества Христова Божественную литургию и благодарственный молебен.
Приход Христо-Рождественской церкви ведёт активную общественную деятельность, окормляет Аннинскую специальную общеобразовательную школу закрытого типа, интернат для престарелых и инвалидов, сотрудничает с рядом общественных организаций и органами социальной защиты, с воинскими частями и подразделениями правоохранительных органов.

## Храмовые праздники и чтимые реликвии
Престольные праздники: Рождество Господа Бога и Спаса нашего Иисуса Христа (7 января), дни памяти равноапостольного великого князя Владимира, во святом крещении Василия (28 июля) и мученицы Надежды (30 сентября).
Святыни храма:
- чтимые иконы Божией Матери «Троеручица» (точный список с иконы афонского письма), «Достойно есть» и «Всех скорбящих Радость», великомученика и целителя Пантелеймона, «Сошествие во ад»;
- крест с частицами мощей святителей Филарета Московского, Иннокентия, митрополита Московского, Игнатия, епископа Ростовского (1288), преподобных Максима Грека, Лаврентия Черниговского, Нила Столобенского, Феодосия Тотемского, Долмата (IV—V века), благоверных князей Петра и Ярослава Муромских, мучеников горы Елион;
- другой крест с частицами мощей равноапостольной Марии Магдалины, святителей Тихона Патриарха Московского, Никиты епископа Новгородского, Тихона епископа Задонского, Игнатия епископа Кавказского, Феофана Затворника епископа Вышенского, Иннокентия архиепископа Херсонского, Луки архиепископа Симферопольского, Иоанна архиепископа Рижского, Афанасия епископа Ковровского, священномученика Сергия (Флоринского), мучеников Вифлеемских от Хозроя избиенных, мучеников Прова, Тараха и Андроника, преподобного Шио Мгвимского, блаженной Матроны Московской.

Причт: настоятель храма протоиерей Леонид Патрахин, клирики протоиерей Глеб Патрахин и иерей Димитрий Шевченко.

## Комментарии
1. ↑  В окладных книгах говорится, что в церкви служил поп Михайло, которому помогал дворцовый крестьянин Фёдор Неклюдов[1]